# Сакик, Джо
Джо Са́кик (англ. Joe Sakic; 7 июля 1969, Бёрнаби, Британская Колумбия, Канада) — бывший канадский хоккеист, центральный нападающий. На протяжении всей своей 21-летней карьеры выступал за «Квебек Нордикс»/«Колорадо Эвеланш». С 1992 года являлся капитаном команды. С Сакиком «Колорадо» дважды выиграл Кубок Стэнли, а сам игрок получал «Харт Трофи», «Лестер Пирсон Эворд», «Конн Смайт Трофи» и 13 раз участвовал в матчах всех звёзд НХЛ.
9 июля 2009 года Сакик объявил о завершении профессиональной карьеры. В первом матче сезона 2009—2010 клуб вывел свитер с номером «19» из обращения, а в 2012 году был включён в Зал хоккейной славы. Сакик продолжил работу в «Колорадо» и после завершения хоккейной карьеры, получив должность в системе клуба. В сентябре 2014 года назначен генеральным менеджером «Эвеланш». 11 июля 2022 года был назначен на должность Президента по хоккейный операциям «Колорадо Эвеланш», оставив пост генерального менеджера.

## Награды
- Олимпийский чемпион, 2002 (сборная Канады)
- Обладатель Кубка мира, 2004;
- Чемпион мира, 1994;
- Серебряный призёр чемпионата мира, 1991 (сборная Канады);
- «Конн Смайт Трофи», 1996 («Колорадо Эвеланш»)
- «Харт Трофи», 2001 («Колорадо Эвеланш»)
- «Леди Бинг Трофи», 2001 («Колорадо Эвеланш»)
- «НХЛ плюс/минус Авард», 2001 («Колорадо Эвеланш»)
- «Лестер Пирсон Авард», 2001 («Колорадо Эвеланш»)
- Обладатель Кубка Стэнли, 1996, 2001 («Колорадо Эвеланш»), 2022 (как генеральный менеджер «Колорадо Эвеланш»)
- Участник матча всех звёзд НХЛ (12 раз)
- Член «тройного золотого клуба» с 2002
- «Джим Грегори Эворд», 2022 («Колорадо Эвеланш»)

### Международные соревнования

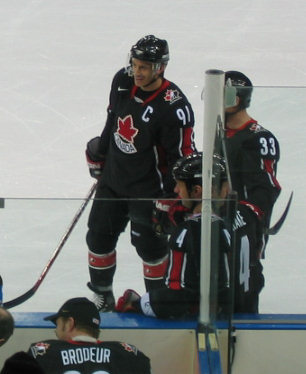
Сакик (№91) в составе сборной Канады

## Статистика
| Легенда | Легенда                    | Легенда | Легенда                   | Легенда | Легенда    |
| ------- | -------------------------- | ------- | ------------------------- | ------- | ---------- |
| И       | Количество проведённых игр | Штр     | Штрафное время            | +/−     | Плюс-минус |
| Г       | Голы                       | П       | Голевые передачи          | О       | Очки       |
| -       | Статистика неизвестна      | —       | Статистика не учитывалась |         |            |